# Konstantinowo (obwód Chaskowo)
Konstantinowo (bułg. Константиново) – wieś w południowej Bułgarii, w obwodzie Chaskowo, w gminie Simeonowgrad.